# Dravce
Dravce (em húngaro: Szepesdaróc; alemão: Drautz) é um município da Eslováquia, situado no distrito de Levoča, na região de Prešov. Tem 13,04 km² de área e sua população em 2018 foi estimada em 829 habitantes.

## Demografia
| Ano:        | 1994 | 2004   | 2014   | 2024   |
| ----------- | ---- | ------ | ------ | ------ |
| Broj ljudi: | 734  | 777    | 809    | 844    |
| Razlika:    |      | +5,85% | +4,11% | +4,32% |

| Ano:               | 2023 | 2024   |
| ------------------ | ---- | ------ |
| Número de pessoas: | 841  | 844    |
| Diferença:         |      | +0,35% |